# 유럽 연합 경쟁법
유럽 연합 경쟁법은 유럽 연합 역내에 있어서의 경쟁법이다. 2009년 11월까지는 EC경쟁법이라고도 불렀다. 이 법체계는 유럽연합에 있어서 중요한 정책분야가 되어, 역내 시장의 성공을 확보하고, 이것은 다름 아닌, 국경선이라고 하는 장애가 없는 유럽에 있어서 노동자, 상품, 서비스, 자본을 자유롭게 유통하게 한다는 것을 뜻한다. 특히 중요하다고 하는 정책에 4가지의 분야가 있다. ① 카르텔 : 유럽 연합 및 유럽 경제 지역 내에 있어서 담합이나 과점에 대한 규제이다. ② 독점 : 기업의 시장에 있어서 우월적 지위의 남용을 방지하는 것이다. 유럽 연합의 기능에 관한 조약 제102조에 규정되어 있다. ③  합병 : 유럽연합 및 유럽 경제 지역 내에 있어서 어느 일정한 매출액을 가진 기업이 관여하는 합병, 매수 및 합작 사업의 통제. 유럽연합의 기능에 관한 조약 제102조에는 유럽 위원회에 합병의 통제에 대하여 권한을 부여하고, 또한 유럽 연합 이사회 규칙 No 139/2004 EC에 의하여 규정되어 있다. ④정부보조 - 유럽연합 가맹국에 의한 기업에 대한 직접적 · 간접적인 기업보조에 대한 통제. 유럽연합의 기능에 관한 조약 제107조 이하, 또한 제112조에서 규정되어 있다.
특히, ④는 유럽연합에 있어서 경쟁법제의 독특한 특징이다. 유럽연합은 독립된 가맹국으로 구성되어 있으므로, 각 가맹국 내의 기업을 지원하는 것이 자유라고도 할 수 있으나, 경쟁정책과 유럽 단일 시장의 창설은 성공하지 아니하였다고 보여져 왔다. EU경쟁법을 집행하는 권한을 가진 것은 유럽위원회이고, 운수와 같은 일부 부문에 있어서의 정부보조는 여러 가지 관련 당국이 담당하고 있으나, 일반적으로 담당하는 것은 경쟁총국이다. 2004년 5월 1일, EU경쟁법에 의한 단속의 기회를 증가할 목적으로, 반트러스트에 관한 법제도의 권한이 각국의 공정경쟁관할청과 법원에 분산화되었다.

## 역사적 배경
장 모네와 로베르 쉬망 등, 유럽 공동체의 창설을 제창한 정치가의 최대의 목적 중 하나는 단일시장을 창설하는 것이었다. 이 목적을 달성하기 위해, 경쟁법에 관한 적절하게 투명성이 있는 공평한 규범을 정하지 않으면 안 되었다. 그래서 우선 제정된 법령이 유럽경제공동체 이사회 규칙 No 17/62이다.(현재는 폐지되었다.) 규칙 No 17/62의 작용은, 당시 EC법체계가 아직 우위성을 확립하지 아니한 시대이어서, Van Gend en Loos 사건 이전의 시대에 있어 발전하고, 정착되어 왔다.
로마 조약은 제85조 내지 제90조에서 독점금지정책의 표현으로서 ‘경쟁에 관한 규칙’을 규정하고 있다. 이 조약은 마스트리히트 조약(1992년 서명, 1993년 발효)과 암스테르담 조약(1997년 서명, 1999년 발효)으로 개정되었고, 해당 조문도 제81조 내지 제86조로 바뀌었다. 유럽 통합 이전에는 EC내의 회원국간의 거래에 영향을 미치는 경쟁제한행위에 대하여는 우선적으로 EC 경쟁법이 적용되고 한 회원국내에서의 거래에 영향을 미치는데 불과한 경우에는 원칙적으로 당해 회원국의 경쟁법이 적용되고 있었으나, EC 경제통합 이후, 단일 역내 공동시장 내의 거래에 영향을 미치는 모든 경쟁행위에 대하여는 기본적으로 EC경쟁법이 적용되게 되어 EC경쟁법은 그만큼 더 중요한 의미와 역할을 가지게 되었다.

## 카르텔
유럽 연합 및 유럽 경제 지역 내에 있어서 담합이나 과점에 대한 규제이다.  유럽 연합의 기능에 관한 조약(로마 조약) 제101조 이하에 규정되어 있다. 수직적 제한에 관한 가이드라인(Guidelines on Vertical Restraints, 2010년 5월 10일 제정 위원회 규칙 No 330/2010)은 제101조의 규정을 보다 구체화한 내용을 담고 있다. 이것은 제101(3)호의 적용에 있어서 유럽공동체의 수직적 합의와 공동행위의 분류(이하 “일괄적 면제 규칙”)의 적용을 위한 가이드라인이다. 일괄적 면제 규칙은 일정한 행위의 경우 제101조 제1항에 의한 금지로부터 일괄적으로 면제(block exemption)하는 것으로, 위원회 규칙에서 정하고 있는 경성 제한(hardcore restrictions)에 해당하지 않는 경우, 연매출이 5,000만 유로를 넘지 않는 경우 또는 관련시장에서의 시장점유율이 30%을 넘지 않는 경우의 수직적 합의는 안전지대에 해당되어 허용된다. 위 안전지대에 해당되지 않을 경우에는 효율성 효과 등을 고려하여 위법성을 판단하게 된다.